# Archocentrus centrarchus
Archocentrus centrarchus es una especie de peces de la familia Cichlidae en el orden Perciformes.

## Morfología
Los machos pueden llegar alcanzar los 11 cm de longitud total.

## Alimentación
Come detritus e insectos.

## Hábitat
Vive en zonas de clima tropical entre 26 °C-36 °C de temperatura.

## Distribución geográfica
Se encuentran en Centroamérica: vertiente pacífico (Honduras y Nicaragua) y vertiente atlántica (desde el río Chirripó - Costa Rica - hasta el río San Juan - Nicaragua -).